# Pleotomus nigripennis
Pleotomus nigripennis là một loài bọ cánh cứng trong họ Đom đóm (Lampyridae). Loài này được LeConte miêu tả khoa học năm 1884.